# 岩佐一亭
岩佐 一亭（いわさ いってい、安永8年8月24日（1779年10月3日） - 安政5年11月28日（1859年1月1日））は、江戸時代後期の日本の書家。名は善倫、字は君明、通称を市右衛門。 飛騨国高山町三之町に生れる。
代々呉服商を営む荒木屋の長子としていったんは家督を相続したが、後に弟の兵助に譲り、もっぱら書道の研究に没頭した。書ははじめ高山にて八賀屋彦助(牧牛舎狸布)に手ほどきを受け、文化9年（1812年）33歳で尾張蜂須賀村（愛知県あま市蜂須賀）蓮華寺住職大道定慶に入門。書の流派である弘法大師流入木道（じゅぼくどう）の51世を授かる。天保3年（1832年）、京都の狩野秀信のところに滞在し、書した絹本が仁孝天皇の天覧に供せられた。
一亭が68〜69歳の頃、山岡鉄舟が入門。鉄舟に書の真髄を伝え、弘法大師流入木道52世を授ける。
安政5年（1858年）2月、飛騨国分寺にて80歳の賀宴が催されたが、その年の11月に歿した。享年80。